# Puchar Narodów Europy 2008–2010
Puchar Narodów Europy – organizowane przez FIRA-AER rozgrywki o tytuł mistrza Europy w rugby union.
W siódmej edycji, rozgrywanej w latach 2008–2010 udział wzięło 36 reprezentacji narodowych, przy czym tradycyjnie najsilniejsze reprezentacje europejskie (Anglia, Francja, Irlandia, Szkocja, Walia i Włochy) uczestniczyły w odrębnych rozgrywkach o Puchar Sześciu Narodów. Drużyny podzielone były na trzy dywizje (1, 2 i 3), przy czym dywizje 1 i 2 podzielono dodatkowo na „poddywizje” (2A, 2B oraz 3A, 3B, 3C, 3D). Kryterium podziału były miejsca zajęte w poprzednich rozgrywkach. Dwuletnie rozgrywki były jednocześnie fazą eliminacji do Pucharu Świata, który w 2011 roku miał się odbyć w Nowej Zelandii. Do turnieju finałowego bezpośrednio awansowały dwa najlepsze zespoły z Dywizji 1, zaś o trzecią przepustkę rywalizowali ze sobą zwycięzcy kolejnych dywizji – triumfator Dywizji 3C grał z najlepszym z Dywizji 3B, a zwycięzca tego spotkania przechodził do dalszej rywalizacji. Ostatecznie, wyłoniona w ten sposób drużyna, grała dwumecz z trzecią drużyną Dywizji 1, którego stawką było ostatnie miejsce na Pucharze Świata.
Była to ostatnia edycja Pucharu Narodów Europy przed reorganizacją, w efekcie czego z żadnej z grup, poza Dywizją 1 nie można było spaść, a jedynie awansować na wyższy poziom.
Zwycięzcą turnieju została reprezentacja Gruzji, zaś w niższych ligach triumfowały reprezentacje Ukrainy, Holandii, Litwy, Słowenii, Izraela i Cypru.

## Punktacja
Za zwycięstwo w meczu przyznawano 3 punkty, za remis 2, zaś za porażkę 1. W razie równej liczby punktów, o miejscu w tabeli decydowały wyniki bezpośrednich pojedynków.

## Dywizja 1
Zwycięzcą całej edycji została reprezentacja Gruzji, która wraz z ekipą Rosji awansowała bezpośrednio na Puchar Świata w Nowej Zelandii. Udział w barażu zapewniła sobie Rumunia. Do niższej klasy (po reorganizacji była to Dywizja 1B), przegrawszy wszystkie swoje mecze i zdobywszy zaledwie 58 punktów meczowych, spadła drużyna Niemiec.
|    | Drużyna    | Mecze | Wygrane | Remisy | Przegrane | Bilans punktów | Różnica | Punkty |
| -- | ---------- | ----- | ------- | ------ | --------- | -------------- | ------- | ------ |
| 1. | Gruzja     | 10    | 8       | 1      | 1         | 326:132        | +194    | 27     |
| 2. | Rosja      | 10    | 7       | 1      | 2         | 291:175        | +116    | 25     |
| 3. | Rumunia    | 10    | 6       | 1      | 3         | 282:136        | +146    | 23     |
| 4. | Portugalia | 10    | 5       | 0      | 5         | 255:149        | +106    | 21     |
| 5. | Hiszpania  | 10    | 2       | 0      | 8         | 145:304        | −159    | 14     |
| 6. | Niemcy     | 10    | 0       | 0      | 10        | 58:461         | −403    | 10     |

|            | Gruzja | Hiszpania | Niemcy | Portugalia | Rosja | Rumunia |
| ---------- | ------ | --------- | ------ | ---------- | ----- | ------- |
| Gruzja     |        | 17:9      | 77:3   | 20:20      | 38:6  | 28:23   |
| Hiszpania  | 11:55  |           | 22:11  | 15:33      | 20:38 | 10:19   |
| Niemcy     | 5:38   | 17:27     |        | 0:69       | 0:53  | 0:22    |
| Portugalia | 10:16  | 24:19     | 44:6   |            | 14:18 | 9:20    |
| Rosja      | 21:29  | 42:15     | 48:11  | 14:10      |       | 21:21   |
| Rumunia    | 22:10  | 48:3      | 67:5   | 21:22      | 19:28 |         |

## Dywizja 2

### Dywizja 2A
Źródło: Fira Aer
|    | Drużyna  | Mecze | Wygrane | Remisy | Przegrane | Bilans punktów | Różnica | Punkty |
| -- | -------- | ----- | ------- | ------ | --------- | -------------- | ------- | ------ |
| 1. | Ukraina  | 8     | 5       | 0      | 3         | 140:109        | +31     | 18     |
| 2. | Belgia   | 8     | 4       | 1      | 3         | 108:97         | +11     | 17     |
| 3. | Czechy   | 8     | 3       | 1      | 4         | 135:142        | −7      | 15     |
| 4. | Polska   | 7     | 3       | 0      | 4         | 94:118         | −24     | 13     |
| 5. | Mołdawia | 7     | 4       | 0      | 5         | 133:144        | −11     | 13     |

|          | Belgia | Czechy | Mołdawia | Polska | Ukraina |
| -------- | ------ | ------ | -------- | ------ | ------- |
| Belgia   |        | 15:15  | 14:3     | 29:8   | 9:6     |
| Czechy   | 16:19  |        | 11:9     | 7:13   | 27:16   |
| Mołdawia | 20:8   | 45:30  |          | 28:30  | 28:19   |
| Polska   | 14:3   | 5:19   | –        |        | 12:13   |
| Ukraina  | 13:11  | 20:10  | 32:0     | 19:12  |         |

### Dywizja 2B
Źródło: Fira Aer
|    | Drużyna   | Mecze | Wygrane | Remisy | Przegrane | Bilans punktów | Różnica | Punkty |
| -- | --------- | ----- | ------- | ------ | --------- | -------------- | ------- | ------ |
| 1. | Holandia  | 8     | 7       | 0      | 1         | 219:90         | +129    | 22     |
| 2. | Chorwacja | 8     | 6       | 0      | 2         | 161:114        | +47     | 20     |
| 3. | Malta     | 8     | 4       | 0      | 4         | 132:156        | −24     | 16     |
| 4. | Szwecja   | 8     | 2       | 0      | 6         | 147:162        | −15     | 12     |
| 5. | Łotwa     | 8     | 1       | 0      | 7         | 100:237        | −137    | 10     |

|           | Chorwacja | Holandia | Łotwa | Malta | Szwecja |
| --------- | --------- | -------- | ----- | ----- | ------- |
| Chorwacja |           | 16:14    | 21:13 | 34:14 | 23:13   |
| Holandia  | 18:12     |          | 57:3  | 19:0  | 36:24   |
| Łotwa     | 9:23      | 10:29    |       | 19:32 | 31:27   |
| Malta     | 16:18     | 9:27     | 27:10 |       | 25:23   |
| Szwecja   | 17:14     | 16:19    | 21:5  | 6:9   |         |

## Dywizja 3

### Dywizja 3A
Źródło: Fira Aer
|    | Drużyna    | Mecze | Wygrane | Remisy | Przegrane | Bilans punktów | Różnica | Punkty |
| -- | ---------- | ----- | ------- | ------ | --------- | -------------- | ------- | ------ |
| 1. | Litwa      | 7     | 7       | 0      | 0         | 275:55         | +220    | 22     |
| 2. | Armenia    | 8     | 4       | 0      | 4         | 151:154        | −3      | 15     |
| 3. | Serbia     | 8     | 3       | 0      | 5         | 97:230         | −133    | 14     |
| 4. | Andora     | 8     | 3       | 0      | 5         | 122:173        | −51     | 14     |
| 5. | Szwajcaria | 7     | 2       | 0      | 5         | 79:112         | −33     | 11     |

|            | Andora | Armenia    | Litwa | Serbia | Szwajcaria |
| ---------- | ------ | ---------- | ----- | ------ | ---------- |
| Andora     |        | 36:10      | 10:26 | 21:7   | 10:0       |
| Armenia    | 26:17  |            | 19:24 | 20:19  | 35:15      |
| Litwa      | 40:12  | 25:0 (wo.) |       | 50:9   | 33:0       |
| Serbia     | 32:7   | 0:41       | 5:77  |        | 13:8       |
| Szwajcaria | 32:9   | 18:0       | –     | 6:12   |            |

### Dywizja 3B
Źródło: Fira Aer
|    | Drużyna  | Mecze | Wygrane | Remisy | Przegrane | Bilans punktów | Różnica | Punkty |
| -- | -------- | ----- | ------- | ------ | --------- | -------------- | ------- | ------ |
| 1. | Słowenia | 8     | 6       | 0      | 2         | 143:121        | +22     | 20     |
| 2. | Węgry    | 8     | 5       | 0      | 3         | 202:146        | +56     | 18     |
| 3. | Dania    | 8     | 4       | 0      | 4         | 149:148        | +1      | 16     |
| 4. | Norwegia | 8     | 3       | 0      | 5         | 111:130        | −19     | 14     |
| 5. | Austria  | 8     | 2       | 0      | 6         | 87:147         | −60     | 12     |

|          | Austria | Dania | Norwegia | Słowenia | Węgry |
| -------- | ------- | ----- | -------- | -------- | ----- |
| Austria  |         | 6:27  | 9:12     | 9:18     | 19:17 |
| Dania    | 24:13   |       | 20:18    | 19:25    | 27:18 |
| Norwegia | 11:3    | 15:8  |          | 13:16    | 15:26 |
| Słowenia | 13:15   | 14:12 | 14:10    |          | 32:26 |
| Węgry    | 25:13   | 39:12 | 34:17    | 17:11    |       |

### Dywizja 3C
Źródło: Fira Aer
|    | Drużyna    | Mecze | Wygrane | Remisy | Przegrane | Bilans punktów | Różnica | Punkty |
| -- | ---------- | ----- | ------- | ------ | --------- | -------------- | ------- | ------ |
| 1. | Izrael     | 8     | 8       | 0      | 0         | 257:59         | +198    | 24     |
| 2. | Grecja     | 8     | 5       | 0      | 3         | 143:143        | 0       | 18     |
| 3. | Bułgaria   | 8     | 5       | 0      | 3         | 162:162        | 0       | 18     |
| 4. | Luksemburg | 8     | 2       | 0      | 6         | 98:148         | −50     | 12     |
| 5. | Finlandia  | 8     | 0       | 0      | 8         | 79:227         | −148    | 8      |

|            | Bułgaria | Finlandia | Grecja | Izrael | Luksemburg |
| ---------- | -------- | --------- | ------ | ------ | ---------- |
| Bułgaria   |          | 29:10     | 18:15  | 8:11   | 25:12      |
| Finlandia  | 13:36    |           | 10:12  | 6:13   | 19:27      |
| Grecja     | 41:18    | 31:10     |        | 10:25  | 17:9       |
| Izrael     | 50:10    | 70:8      | 39:0   |        | 30:0       |
| Luksemburg | 10:18    | 9:3       | 14:17  | 17:19  |            |

### Dywizja 3D
Jesienią 2009 roku reprezentacja Słowacji wycofała się z rozgrywek, w związku z czym wszystkie mecze z jej udziałem uznano za niebyłe.
|    | Drużyna              | Mecze | Wygrane | Remisy | Przegrane | Bilans punktów | Różnica | Punkty |
| -- | -------------------- | ----- | ------- | ------ | --------- | -------------- | ------- | ------ |
| 1. | Cypr                 | 6     | 6       | 0      | 0         | 187:17         | +170    | 18     |
| 2. | Bośnia i Hercegowina | 6     | 4       | 0      | 2         | 115:48         | +67     | 14     |
| 3. | Azerbejdżan          | 6     | 1       | 0      | 5         | 52:168         | −116    | 8      |
| 4. | Monako               | 6     | 1       | 0      | 5         | 59:180         | −121    | 7      |
|    | Słowacja             |       |         |        |           |                |         |        |

|                      | Azerbejdżan | Bośnia i Hercegowina | Cypr  | Monako     | Słowacja |
| -------------------- | ----------- | -------------------- | ----- | ---------- | -------- |
| Azerbejdżan          |             | 5:16                 | 3:37  | 25:0 (wo.) | 6:0      |
| Bośnia i Hercegowina | 18:7        |                      | 6:8   | 23:8       | –        |
| Cypr                 | 59:0        | 15:0                 |       | 24:3       | 33:7     |
| Monako               | 38:12       | 5:52                 | 5:44  |            | –        |
| Słowacja             | –           | 32:46                | 11:10 | –          |          |